# Fan Ye (gymnastique)
Pour les articles homonymes, voir Fan Ye.
Fan Ye, née le 23 octobre 1986 à Baoding, est une gymnaste artistique chinoise. 

## Palmarès

### Jeux olympiques
- Athènes 2004
  - 7e au concours par équipes

### Championnats du monde
- Anaheim 2003
  -  médaille d'or à la poutre

### Jeux de l'Asie de l'Est
- Macao 2005
  -  médaille d'or au concours par équipes
  -  médaille d'or à la poutre
  -  médaille d'argent au concours général individuel